# Ђузепе Фавали
Ђузепе Фавали (енгл. Giuseppe Favalli; 8. јануар 1972) бивши је италијански фудбалер који је играо на позицији одбрамбеног играча.
Наступао је за Кремонезе, Лацио, Интер и Милан. За репрезентацију Италије одиграо је осам мечева.

## Статистика каријере

### Репрезентативна
Ажурирано 4. септембра 2004.
| Италија | Италија  | Италија |
| Година  | Утакмице | Голови  |
| ------- | -------- | ------- |
| 1994    | 1        | 0       |
| 1998    | 1        | 0       |
| 2004    | 6        | 0       |
| Укупно  | 8        | 0       |

## Успеси

### Клупски
Лацио
- Серија А: 1999/2000.
- Куп Италије: 1997/98, 1999/2000, 2003/04.
- Суперкуп Италије: 1998, 2000.
- Куп победника купова: 1998/99.
- УЕФА суперкуп: 1999.

Интер
- Серија А: 2005/06.
- Куп Италије: 2004/05, 2005/06.
- Суперкуп Италије: 2005.

Милан
- УЕФА Лига шампиона: 2006/07.
- УЕФА суперкуп: 2007.
- Светско клупско првенство: 2007.

### Репрезентативни
Италија
- Европско првенство до 21 године: 1992.